# Milostín
Milostín (německy Gnadendorf) je obec v okrese Rakovník ve Středočeském kraji. Leží zhruba jedenáct kilometrů severozápadně od Rakovníka. Obec se nachází ve chmelařské oblasti Žatecka. Žije zde 316 obyvatel. Severně od obce probíhá horní tok Lišanského potoka.

## Název
Název je dovozen od osobního jména Milosta a znamená tedy „Milostův“ (dvůr atp.).

## Historie
První písemná zmínka o obci (in villa Milostine, tj. „ve vsi Milostíně“) pochází z roku 1115.

## Obyvatelstvo
| Rok            | 1869 | 1880 | 1890 | 1900 | 1910 | 1921 | 1930 | 1950 | 1961 | 1970 | 1980 | 1991 | 2001 | 2011 | 2021 |
| -------------- | ---- | ---- | ---- | ---- | ---- | ---- | ---- | ---- | ---- | ---- | ---- | ---- | ---- | ---- | ---- |
| Počet obyvatel | 494  | 604  | 596  | 630  | 646  | 620  | 605  | 436  | 378  | 307  | 243  | 188  | 217  | 232  | 220  |
| Počet domů     | 65   | 83   | 90   | 99   | 109  | 113  | 130  | 136  | 167  | 113  | 98   | 125  | 130  | 129  | 128  |

## Obecní správa

### Části obce

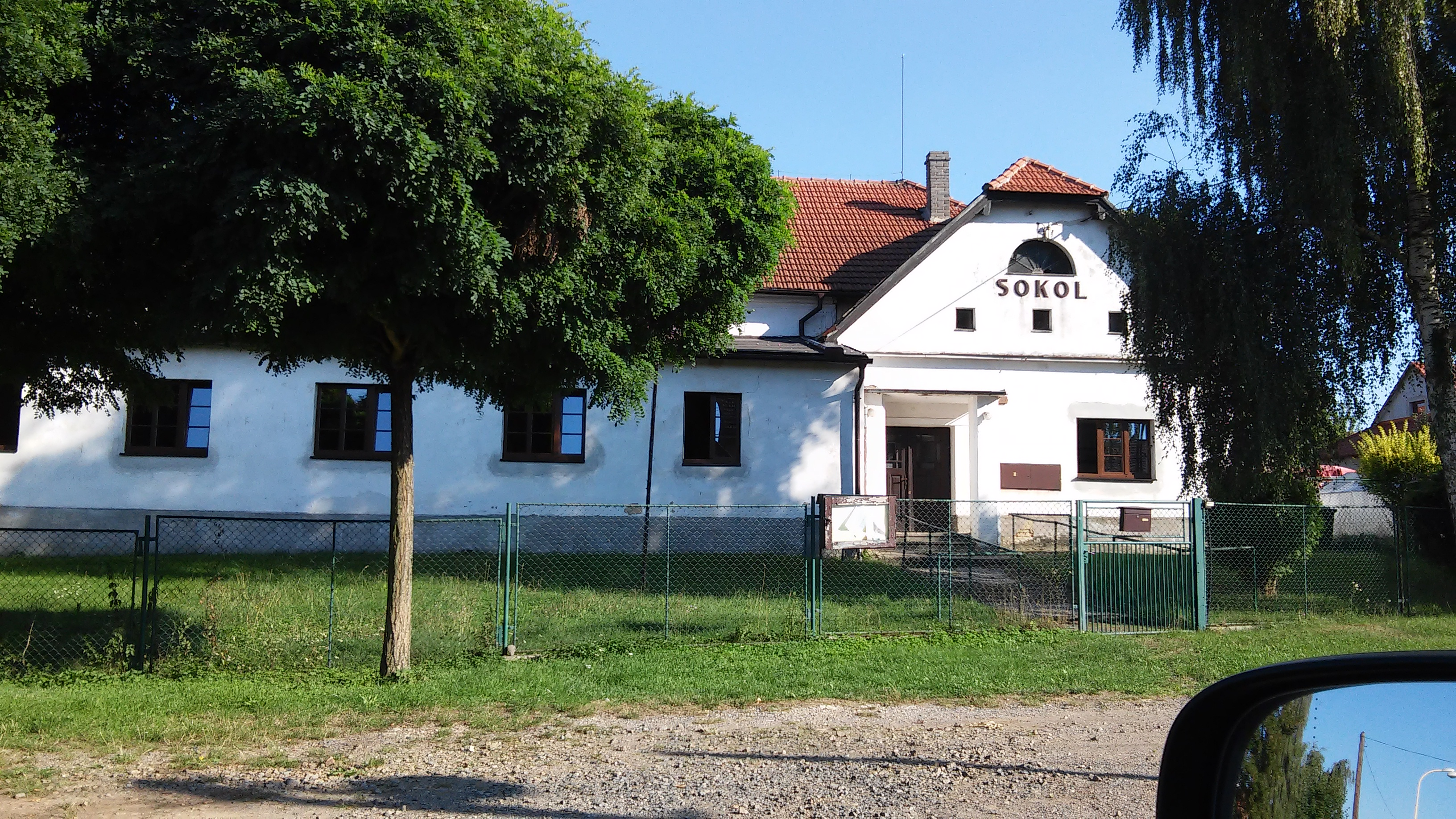
Budova milostínského sokola

Obec sestává ze dvou částí, vlastní vesnice Milostín a vsi Povlčín, nacházející se něco přes kilometr západněji. Obě části leží v katastrálním území Milostín.

### Obecní symboly
Znak a vlajka byly obci uděleny rozhodnutím předsedkyně Poslanecké sněmovny Parlamentu České republiky dne 12. července 2023.

## Doprava
V severní části obce při silnici do Kounova se nachází železniční zastávka Milostín vzdálená přibližně jeden kilometr severně od vesnice. Zastávka leží na železniční trati Chomutov – Lužná u Rakovníka. V obci nacházejí autobusové zastávky Milostín a Milostín v parku.

## Pamětihodnosti
- Pošta Milostín dává každoročně stovkám zájemců poštovní razítka u příležitosti dne svatého Valentýna. Podobná razítka mají pošty na Božím Daru a v Kraslicích).
- Na jižním okraji návsi do třicátých let dvacátého století stával kostel svatého Michaela archanděla.[8][9]
- Nedaleko od autobusové zastávky Milostín se nachází pomník obětem druhé světové války.

## Osobnosti

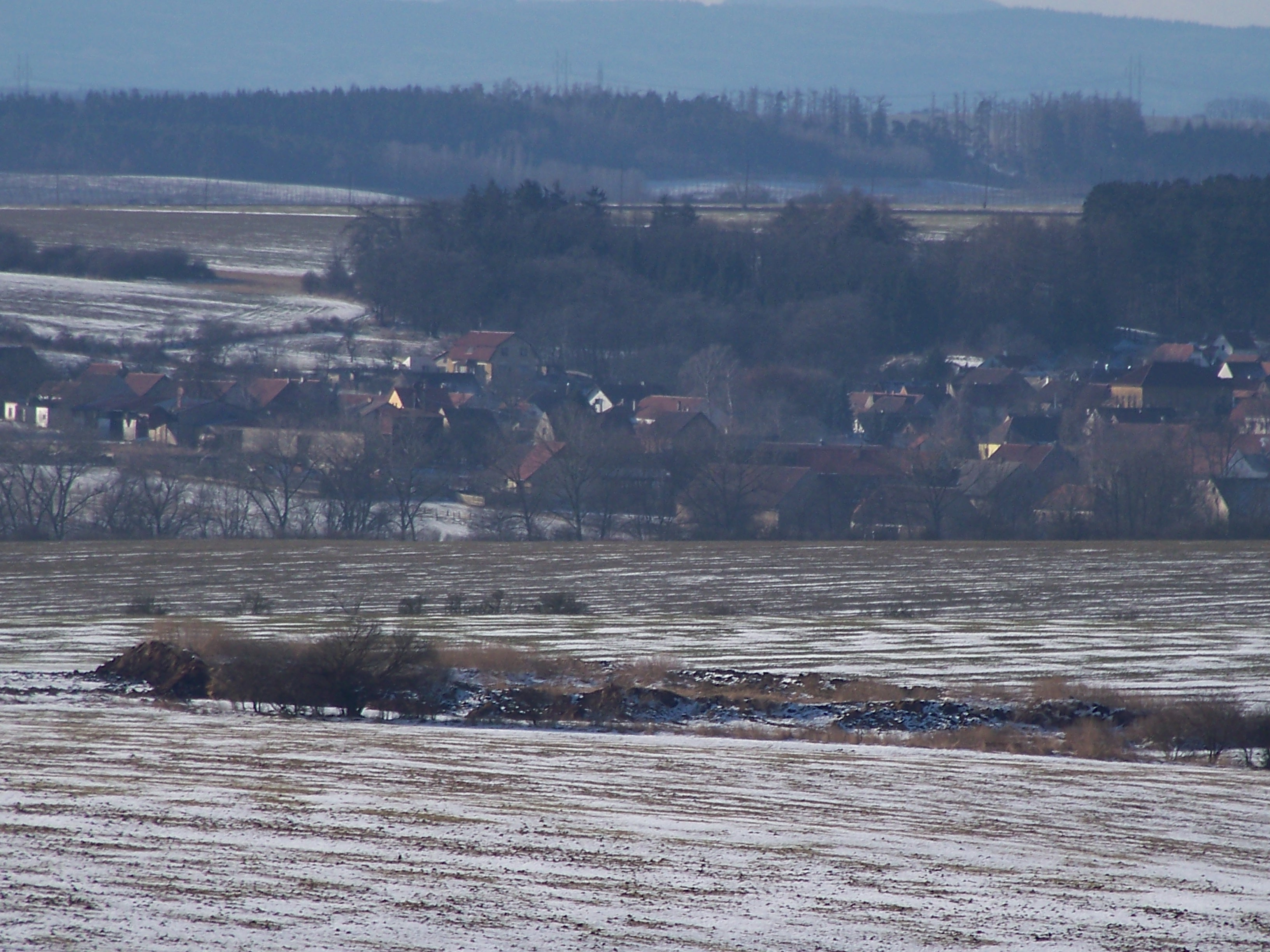
Milostín v zimě

V Milostíně se narodil hudební skladatel a pedagog Josef Krejčí a herec Jiří Pleskot.
V obci žije Jan Dvořák, proděkan Právnické fakulty Univerzity Karlovy.[zdroj⁠?!]